# SE Santa Inês
SE Santa Inês is een Braziliaanse voetbalclub uit Santa Inês in de staat Maranhão. 

## Geschiedenis
De club werd opgericht in 1998 en debuteerde in 2001 in de hoogste klasse van het Campeonato Maranhense. In het eerste toernooi bereikte de club de halve finale, die ze verloren van Moto Club. In 2002 plaatste de club zich opnieuw voor de halve finale en schakelde nu Maranhão uit en verloor dan in de finale van Sampaio Corrêa. In het tweede toernooi plaatste de club zich opnieuw voor de finale, die ze nu van Moto Club verloren. Normaal wordt er een finale gespeeld tussen de twee toernooiwinnaars, maar omdat Santa Inês het beste puntengemiddelde had over de hele competitie gezien kwam er een finaleronde met drie clubs, waarin Santa Inês tweede eindigde. Hierdoor plaatsten ze zich voor de Série C. Ze werden groepswinnaar in de eerste fase en verloren in de tweede ronde van Ríver. In 2003 werd de club twee keer in de halve finale uitgeschakeld en nam daarna opnieuw deel aan de Série C. Deze keer werden ze in de eerste ronde uitgeschakeld. De volgende jaren eindigde de club in de middenmoot en in 2006 degradeerden ze.